# Starościn (rejon kowelski)
Starościn (ukr. Старостине) – wieś na Ukrainie w rejonie kowelskim, w obwodzie wołyńskim, położona przy europejskiej trasie E85. W II Rzeczypospolitej miejscowość wchodziła w skład gminy wiejskiej Górniki w powiecie kowelskim województwa wołyńskiego. Po II wojnie światowej w skład wsi weszły pobliskie chutory Hacia i Kopan. Nie istnieje już dziś natomiast położony nieco dalej na wschód chutor Zaszylskie.
Do 2020 w rejonie ratnieńskim.